# Sasnières
Sasnières is een gemeente in het Franse departement Loir-et-Cher (regio Centre-Val de Loire) en telt 100 inwoners (2009). De plaats maakt deel uit van het arrondissement Vendôme.

## Geografie
De oppervlakte van Sasnières bedraagt 7,9 km², de bevolkingsdichtheid is dus 12,7 inwoners per km².
De onderstaande kaart toont de ligging van Sasnières met de belangrijkste infrastructuur en aangrenzende gemeenten.

## Demografie
Onderstaande figuur toont het verloop van het inwonertal (bron: INSEE-tellingen).